# Viper (périodique)
Pour les articles homonymes, voir Viper.
Viper est un magazine français de bande dessinée qui a connu 11 numéros entre octobre 1981 et juillet 1984.

## Concept et évolution
Le premier numéro de Viper, lancé à l'initiative de Gérard Santi, est quasi exclusivement consacré à la légalisation de la drogue. Par la suite, si cette thématique restera le ciment de la revue, les bandes dessinées se diversifieront, la rédaction soutenant une bande dessinée innovante souvent proche des milieux underground. Ainsi, parmi les auteurs clefs de la revue, on trouve des noms connu des milieux de la presse punk comme Imagex, Max ou Pierre Ouin, qui y développe son personnage de Bloodi le junkie. Mais aussi Farid Boudjellal - qui y crée une série orientalisante, « Yasmina » dans Viper n°9 -, Philippe Lagautrière, Frank Margerin, Charlie Schlingo, Jano, Tramber, Emmanuel Moynot, Ben Radis ou encore les futur associés Mattt Konture et David B. Des auteurs de l'underground américain sont aussi publiés comme Krystine Kryttre, Denis Kitchen, Dan Steffan et Larry S. Todd, ou Damian, auteur phare de la revue underground espagnole El Vibora,